# 國立羅東高級商業職業學校
國立羅東高級商業職業學校（英語：National Lo-Tung Commercial Vocational High School，LTCVS），簡稱國立羅東高商、羅東高商、羅商，位於臺灣宜蘭縣羅東鎮，為一所國立技術型高級中等學校。

## 校史
1952年創校，最初校名為「宜蘭縣立羅東商業職業補習學校」，僅招收中級部，限修三年。1973年開辦蘇澳分班，在蘇澳國中開設高級部二班。1976年補校高級部增設儲運事務科一班（日間部）。1977年受宜蘭縣政府指示，奉命停招中級部。1979年8月，更名為「宜蘭縣立羅東高級商業職業進修補習學校」。1980年8月，改制為「臺灣省立羅東高級商業職業學校」，蘇澳分班移至本部授課。2000年2月，改隸中央，更名為「國立羅東高級商業職業學校」。

## 歷任校長
| 任別   | 姓名   | 任期                  | 異動原因               | 備註                                               |
| 兼代   | 吳祖型 | 1952年10月—1954年5月  |                        | 羅東中學校長兼任                                   |
| 兼代   | 葉達光 | 1954年5月—1957年7月   |                        | 羅東中學校長兼任                                   |
| 兼代   | 褚承志 | 1957年7月—1965年1月   |                        | 羅東中學校長兼任                                   |
| 兼代   | 陳崑   | 1965年2月—1970年9月   |                        | 兼代校長                                           |
| 兼代   | 江濱   | 1970年10月—1972年4月  |                        | 宜蘭縣政府教育局局長暫行兼代                       |
| 第一任 | 劉潤民 | 1972年5月—1985年2月   | 調任省立中壢家商校長。 | 本校首任校長。                                     |
| 第二任 | 方典成 | 1985年2月—1988年7月   | 退休。                 | 原臺灣省立羅東高級工業職業學校校長轉任，屆齡退休。 |
| 第三任 | 延文   | 1988年8月—1992年1月   | 退休。                 | 原臺灣省立宜蘭高級農工職業學校校長轉任，屆齡退休。 |
| 第四任 | 陳日春 | 1992年2月—2002年1月   | 退休。                 | 原臺灣省立潮州高級中學校長轉任，屆齡退休。         |
| 第五任 | 李金福 | 2002年2月—2009年8月   | 退休。                 | 原宜蘭縣立蘇澳國民中學校長轉任，屆齡退休。         |
| 第六任 | 陳世程 | 2009年8月—2016年7月   | 現任國立新竹高工校長。 | 原國立三重商工學務主任                             |
| 第七任 | 陳銓   | 2016年8月—2022年7月。 | 現任國立蘭陽女中校長   | 原國立基隆高級海事職業學校校長轉任                 |
| 第八任 | 陳琨義 | 2022年8月             |                        | 原頭城家商校長轉任                                 |

## 校園建築
- 弘道樓：一樓 教務處、實習處 二樓 總務處 三樓 校長室  四樓 會議室
- 圖書館大樓：1992年10月2日落成，圖書館、自然科學實驗室、音樂教室、K書中心、管樂教室、智慧環境書屋
- 科技大樓：電腦教室9間、合作社、烘焙教室、中西餐教室、舞蹈教室
- 樂群堂：學生活動中心，為集會、體育課的場地
- 勤毅樓：2009年11月25日落成，為一、二年級的教室，有「一條龍」之稱的樓梯
- 悅陽樓：2009年11月25日落成，為三年級教室，也有「一條龍」之稱的樓梯
- 西側教室大樓：教官室、補校輔導室、攝影教室
- 東側教室大樓：飲調教室、國貿教室、語言教室、專題製作教室
- 教室大樓（莘學樓）：實技班一、二年級教室、儲藏室、學務處、健康中心、健護教室、社辦教室、三年級導師室、輔導室、團體諮商室、輔導教室、餐服教室
- 辦公大樓（至善樓）：校務處、專任辦公室、一年級導師室、二年級導師室、網路資源中心、繪畫教室、交通安全教室、製圖教室、設計教室

## 科系歷史
- 綜合商業科，簡稱綜商科（1977年-1988年）-商業經營科前身
- 會計統計科，簡稱會統科（1977年-1988年）-會計事務科前身
- 儲運事務科，簡稱儲運科（1977年-1987年）-廢除後，將儲運科班級分配至綜合商業科
- 1989年正式成立資料處理科
- 會計事務科（1989年-2014年）2014年正式廢除
- 商業經營（1989年-至今）
- 國際貿易科（2002年-至今）
- 綜合高中（2003年-至今）
- 綜高學程原為學術自然、學術社會、資訊應用、餐飲服務、2004年增設國際貿易、2006年增設應用英文
- 餐飲管理科（2014年-至今）
- 多媒體設計科（2015年-至今）
- 實用技能班（2006年-至今）餐飲技術科為實用技能班最早科系，後續新增觀光事務科、商業事務科
- 綜合商業科共三個班級
- 會計統計科共兩個班級
- 儲運事務科共一個班級
- 會計事務科共三個年級，每年級三個班

104學年度畢業典禮會計事務科班級正式走入歷史
- 實用技能班民國95年（2006）設立只有一班，隔年增加一班
- 進修學校

綜合商業科（1982年-1988年） 1989年以後正式更名為商業經營科
儲運事務科（1977年-1988年） 1989年將儲運事務科更改為資料處理科

## 外部連結
- 羅東高商網站（繁體中文）